# ST段上升

正常心電圖表現，ST節段以紫色表示，紅紫相接的點即為J點。

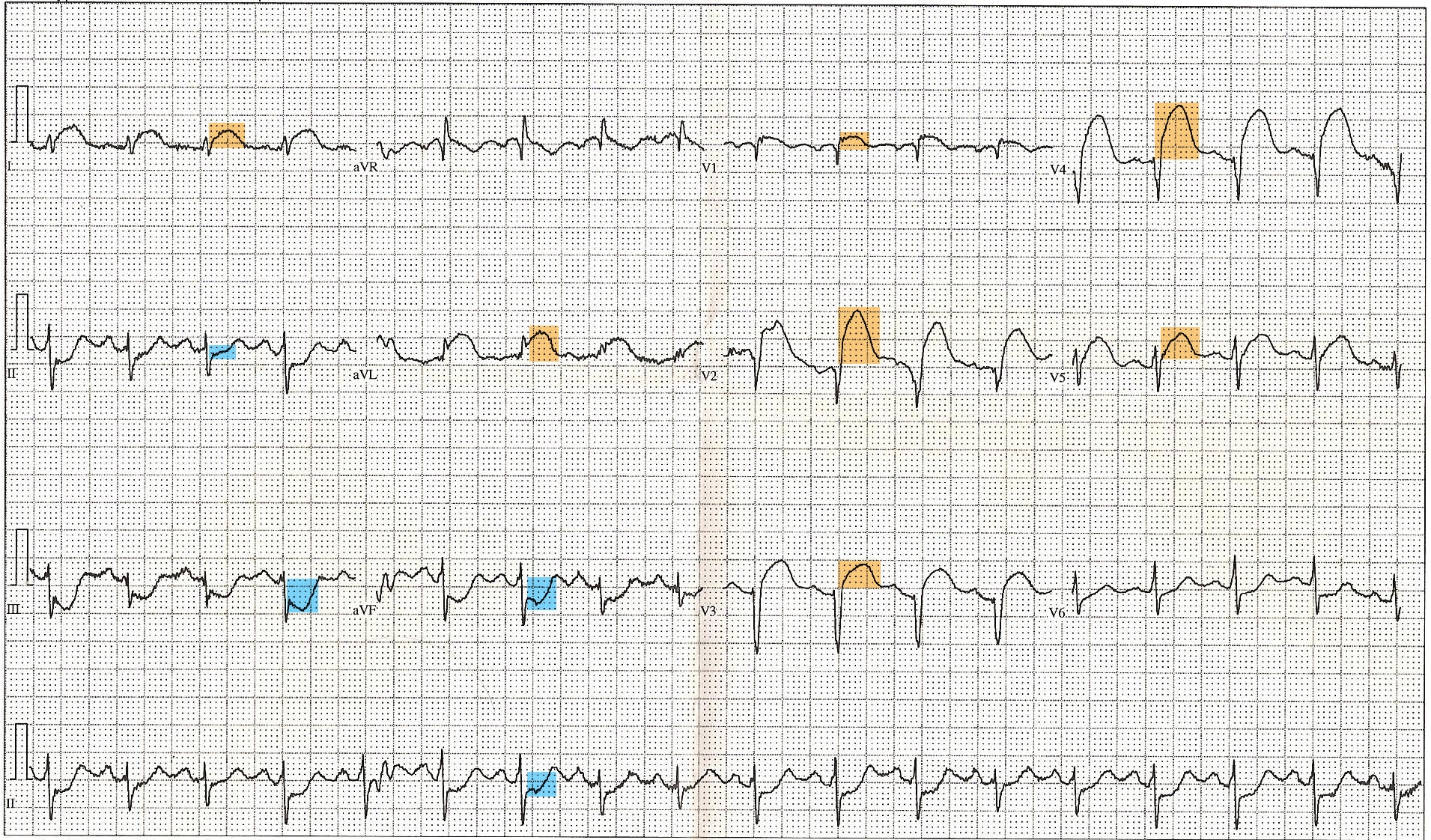
12導極心電圖顯示第一導極、aVL、V1-V5導極中的ST段上升（橘色部分）。下導極則顯示對應性變化變化（藍色部分），顯示有一心臟前壁梗塞。

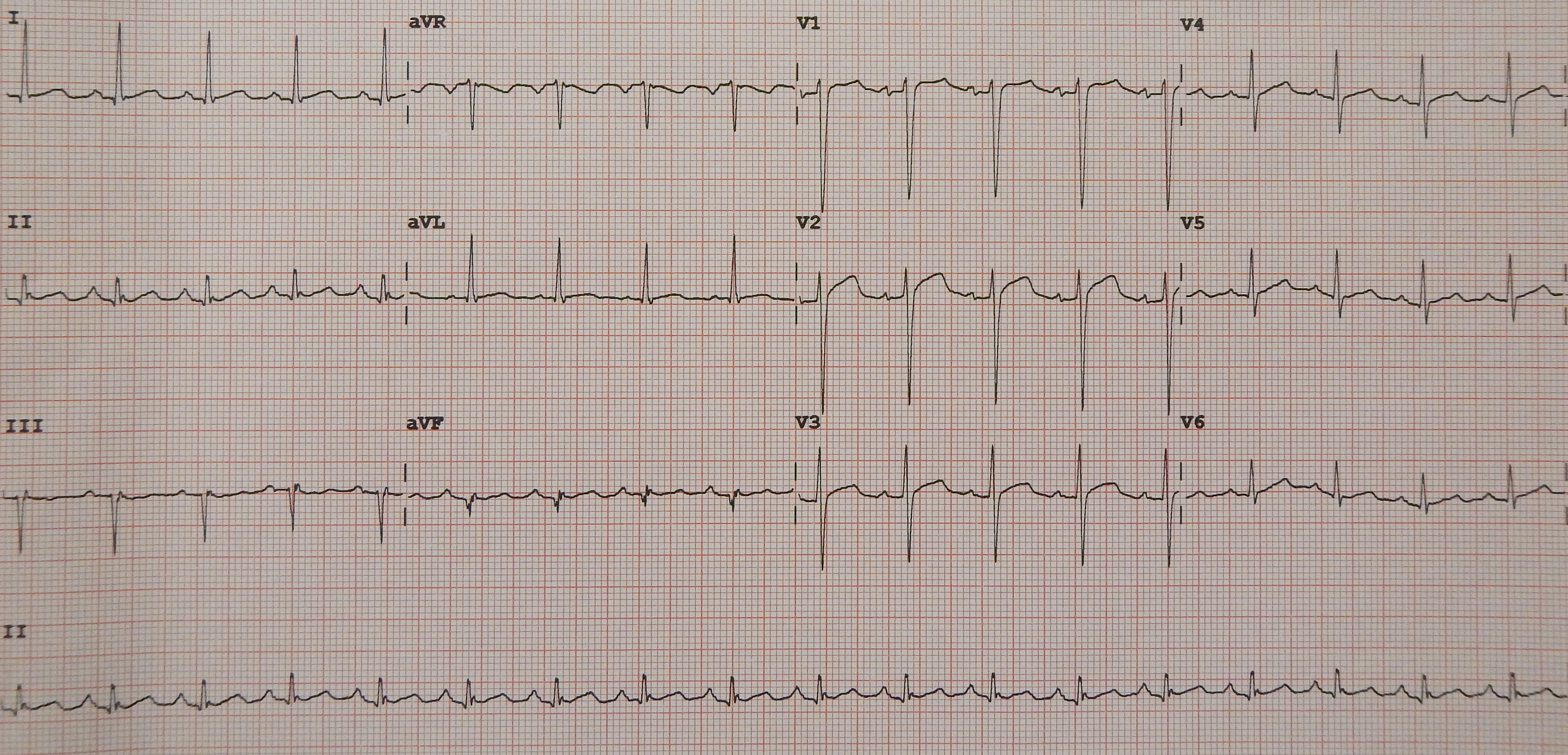
An example of mildly elevated ST segments in V1 to V3 that are concave down

ST段上升（ST elevation）又稱ST段抬高（ST-segment elevation），是心電圖中ST節段較基準線異常上升的徵象。

## 測量
若肢導極在J點後0.04秒的基準線上升大於 0.1 mV （一小格），或胸前導程基準線上升大於 0.2 mV （兩小格），則視為有意義的ST段上升。基準線可參考PR間期（PR interval）或TP間期（TP interval）。這種測量方法的偽陽性率約為15-20%（且女性高於男性），偽陰性率則為20-30%。

## 生理學
ST節段在心臟電氣生理中所代表的意義為心室收縮後的等電位期。在這段時間理論上不應有過大的靜電荷流動。

### 透壁性缺血
在透壁性缺血的狀況下，受影響的心肌細胞的鈉鉀泵無法繼續運作，致使再極化不完全，因此電位會相較其他運作正常的細胞為高。同時，由於再極化不完全，負電荷會累積於膜表面，因此在心電圖上會產生指向正常細胞的電流向量。產生的向量與導極方向相反，致使TP節段下降。但由於TP節段為心電圖的參考基準線，因此相對而言ST節段看起來就上升了。

## 相關疾病
與ST段上升關聯的病理狀況有：
- 心肌梗死（參見心肌梗塞的心電圖學），此類心肌梗塞又稱為ST段上升型心肌梗塞（STEMI）。
- 變異性心絞痛[6]
- 急性心包炎[7][8]，常造成全導極ST段上升。
- 左心室動脈瘤[9]
- 胸部鈍器創傷造成心臟挫傷[10]。
- 高鉀血症[6]
- 心肌炎[6]
- 肺栓塞[6]
- 布魯格達氏症候群[6]
- 失溫症[6]
- J點（英语：J-point）上升[6]
- 過早再極化
- 蜘蛛下膜出血